# 亜熱帯高圧帯

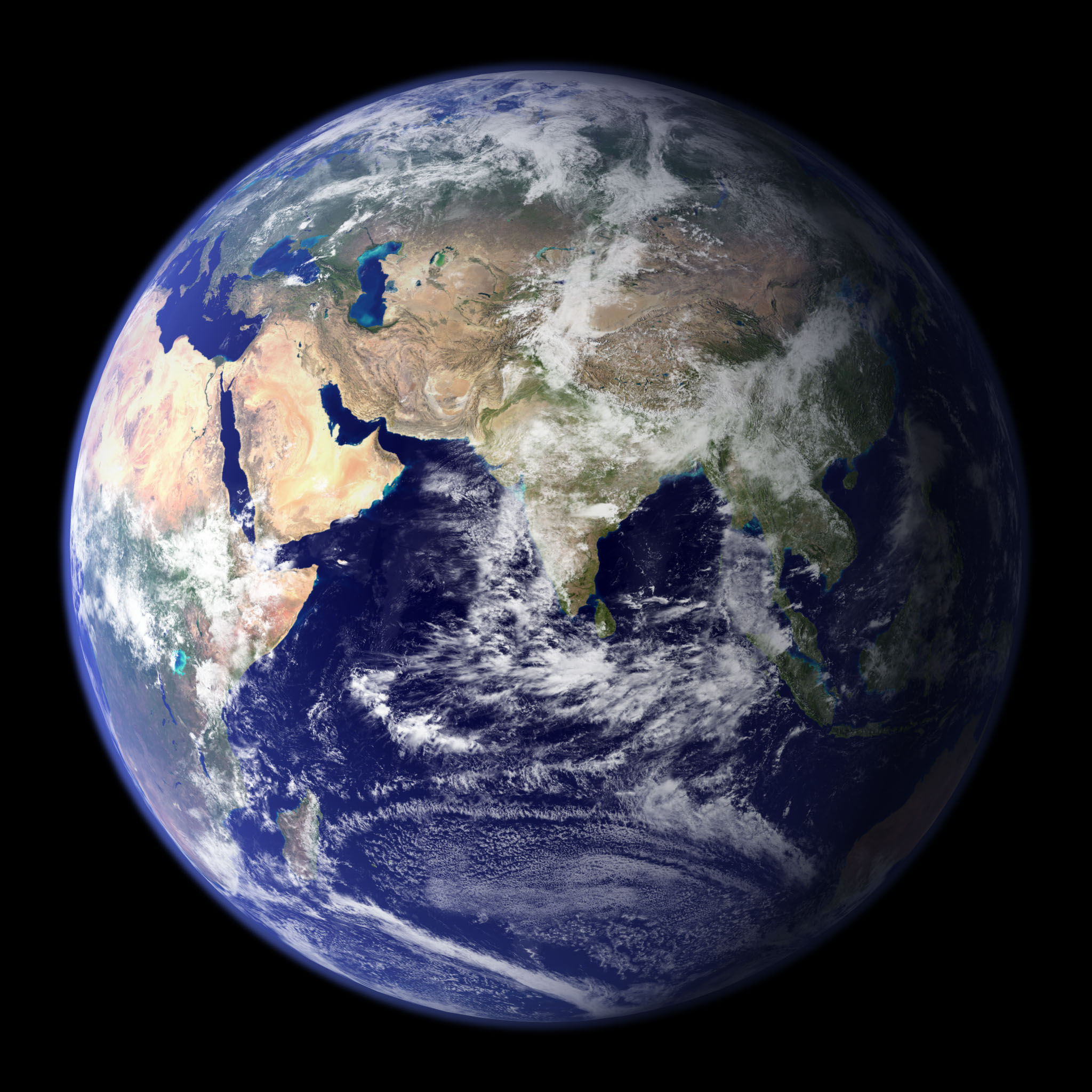
中央よりやや上が北半球の亜熱帯高圧帯。左側の北アフリカ上空は雲が無く、中央のインド付近はモンスーンのため雲が多い。

亜熱帯高圧帯（あねったいこうあつたい、英語: Horse Latitudes、Subtropical High）とは、緯度20–30度付近の地域に形成され、年間を通じて存在する高気圧。亜熱帯高気圧（あねったいこうきあつ）、中緯度高圧帯（ちゅういどこうあつたい）、サブハイとも呼ばれる。

## 概要
日本の夏の気候に大きく影響する北太平洋高気圧もそのひとつである。北大西洋におけるアゾレス高気圧、南大西洋におけるセントヘレナ高気圧、南インド洋におけるマスカリン高気圧、南太平洋における南太平洋高気圧も、それぞれ亜熱帯高気圧である。
亜熱帯高圧帯は、赤道上で生じた上昇気流により大気上層に上昇した空気がコリオリの力の影響で緯度30度付近で溜まり下降気流となって形成される（ハドレー循環）。下降気流は高温で乾燥するため、亜熱帯高圧帯に位置する陸地では砂漠が形成される（サハラ砂漠など）。
季節とともに太陽の照らす地域が移動すると亜熱帯高圧帯も南北に移動し、これによって夏にのみ亜熱帯高圧帯にかかる地域は地中海性気候となる。逆に冬にのみ亜熱帯高圧帯にかかる地域は、雨季と乾季がはっきりしたサバナ気候やステップ気候となる。砂漠気候の多くは年中、亜熱帯高圧帯に支配されている。しかし大陸東岸や海洋島であってもその影響を強く受ける日本列島などは季節風の影響で、亜熱帯高圧帯の支配下にあっても降水量が多く明確な乾季が形成されない。また全ての砂漠が、亜熱帯高圧帯によって形成されているのではない。ゴビ砂漠やタクラマカン砂漠などの雨陰砂漠は、湿った空気が山脈にさえぎられることが原因となっている。これらの砂漠は亜熱帯高圧帯に入らないので、仮に山脈がないとすると、砂漠になっていなかったと考えられる。